# Serquigny
Serquigny är en kommun i departementet Eure i regionen Normandie i norra Frankrike. Kommunen ligger i kantonen Bernay-Est som tillhör arrondissementet Bernay. År 2022 hade Serquigny 1 772 invånare.

## Befolkningsutveckling
Antalet invånare i kommunen Serquigny
Referens:INSEE